# Chelsea Zhang
Chelsea T. Zhang (Pittsburgh, 4 de novembro de 1996) é uma atriz americana. Ela interpretou Rose Wilson na série de super-heróis da DC Universe / HBO Max, Titans (2019). Zhang teve papéis recorrentes na comédia dramática do Disney Channel Andi Mack (2017-2018) e na comédia da Netflix Daybreak (2019). Seus papéis no cinema incluem a comédia dramática Me and Earl and the Dying Girl (2015).

## Início de vida e educação
Zhang é natural de Pittsburgh, Pensilvânia. Ela praticava patinação artística na pré-adolescência. Zhang frequentou a North Allegheny Senior High School. Aos 16 anos ela foi aceita na Universidade do Sul da Califórnia. Ela se formou na Marshall School of Business em administração de empresas em 2017.

## Carreira
Zhang fez sua estreia em 2012 no filme The Perks of Being a Wallflower. Ela interpretou Naomi no filme de 2015 Me and Earl and the Dying Girl.
De 2017 a 2018, Zhang interpretou o papel recorrente de Brittany nas temporadas 1 e 2 da série do Disney Channel Andi Mack.
Zhang interpretou Sawyer no filme independente de 2018 Relish, que foi apresentado em vários festivais internacionais de cinema, incluindo o Burbank International Film Festival de 2019, onde recebeu várias indicações e prêmios de melhor atriz coadjuvante e melhor elenco.
Em março de 2019 foi anunciado que Zhang estrelaria como Rose Wilson na segunda temporada da série Titans do DC Universe. Ela também interpretou KJ na adaptação da Netflix de 2019 de Daybreak.
Em novembro de 2021, foi anunciado que Zhang interpretaria Sophie na adaptação cinematográfica de Loveboat, Taipei, de Abigail Hing Wen.

## Filmografia

### Filmes
| Ano  | Título                          | Papel  | Notas |
| ---- | ------------------------------- | ------ | ----- |
| 2012 | The Perks of Being a Wallflower |        |       |
| 2015 | Me and Earl and the Dying Girl  | Noemi  |       |
| 2018 | Relish                          | Sawyer |       |
| TBA  | Loveboat, Taipei                | Sofia  |       |

### Televisão
| Ano       | Título                     | Papel                        | Notas                                    |
| --------- | -------------------------- | ---------------------------- | ---------------------------------------- |
| 2015      | Chasing Life               | Shelby                       | Episódio: "April Just Wants to Have Fun" |
| 2015      | Scream Queens              | Garota japonesa da irmandade | Episódio: "Ghost Stories"                |
| 2016      | The Cheerleader Murders    | Stacy                        | Telefilme                                |
| 2017      | The Rachels                | Gina                         | Telefilme                                |
| 2017–2018 | Andi Mack                  | Brittany                     | Recorrente (temporadas 1-2)              |
| 2018      | The Perfect Mother         | Helena                       | Telefilme                                |
| 2019      | Daybreak                   | KJ                           | Papel recorrente                         |
| 2019      | Titans                     | Rose Wilson                  | Papel principal (2ª temporada)           |
| 2020      | Love in the Time of Corona | Kaia                         | Papel recorrente                         |

## Prêmios e indicações
| Ano  | Trabalho | Prêmio                                 | Categoria                | Resultado |
| ---- | -------- | -------------------------------------- | ------------------------ | --------- |
| 2018 | Relish   | Creation International Film Festival   | Melhor Elenco            | Venceu    |
| 2019 | Relish   | Los Angeles Film Awards                | Melhor Elenco            | Venceu    |
| 2019 | Relish   | Cinema WorldFest Awards                | Melhor atriz coadjuvante | Venceu    |
| 2019 | Relish   | Cinema WorldFest Awards                | Melhor Elenco            | Venceu    |
| 2019 | Relish   | Madrid International Film Festival     | Melhor atriz coadjuvante | Indicado  |
| 2019 | Relish   | Queen Palm International Film Festival | Melhor atriz coadjuvante | Venceu    |